# Диас, Гамалиэль
Гамалиэ́ль Ди́ас (исп. Gamaliel Diaz; род. 14 февраля 1981 года, Такамбаро, Мичоакан, Мексика) — мексиканский боксёр-профессионал, выступающий в лёгкой весовой категории (англ. Lightweight) (до 61,2 кг). Чемпион мира (по версии WBC, 2012—2013).

## Профессиональная карьера
Профессиональную карьеру Диас начал в возрасте 18 лет, в 1998 году в полулёгкой весовой категории. В первые годы проводил низкорейтинговые поединки, в которых помимо побед, потерпел пять поражений, и два боя свёл вничью.
В 2004 году завоевал титул WBC FECARBOX в полулёгком весе.
2 декабря 2005 года раздельным решением судей победил американца, Роберта Герреро (16-0-1) и завоевал титул чемпиона Северной Америки по версии NABF. Повторный бой выиграл Герреро, нокаутом в 6-м раунде.
В июле 2007 года раздельным решением переиграл непобеждённого Элио Рохаса (19-0).
15 декабря 2007 года вышел на чемпионский бой по версии WBC в полулёгком весе и проиграл нокаутом непобеждённому Хорхе Линаресу (24-0).
В октябре 2008 года за временный титул чемпиона мира по версии WBC в полулёгком весе, проиграл соотечественнику, Умберто Сото (43-7-2).
С 2009 года начал побеждать своих оппонентов.
В октябре 2012 года, Гамалиэль победил по очкам японца Такахиро Ао, и стал новым чемпионом мира по версии WBC, во втором полусреднем весе.
В апреле 2013 года проиграл титул нокаутом в бою с японцем Такаси Миура.
10 августа 2013 года проиграл нокаутом мексиканцу, Данте Хордану.

## Таблица боёв
В таблице перечислены результаты всех поединков боксёров.
В каждой строке указан результат поединка. Дополнительно номер поединка обозначен цветом, который обозначает итог поединка. Расшифровка обозначений и цветов представлена в нижеследующей таблице.
| Пример | Расшифровка                     |
| ------ | ------------------------------- |
|        | Победа                          |
|        | Ничья                           |
|        | Поражение                       |
|        | Планируемый поединок            |
|        | Поединок признан несостоявшимся |
| КО     | Нокаут                          |
| ТКО    | Технический нокаут              |
| PTS    | Решение судей (по очкам)        |
| UD     | Единогласное решение судей      |
| MD     | Решение большинства судей       |
| SD     | Раздельное решение судей        |
| RTD    | Отказ от продолжения боя        |
| DQ     | Дисквалификация                 |
| NC     | Поединок признан несостоявшимся |

| Результат | Дата             | Соперник                   | Место боя                                    | Подробности       | Комментарии |
| --------- | ---------------- | -------------------------- | -------------------------------------------- | ----------------- | --- |
| 40-15-3   | 19 ноября 2016   | Мануэль Вальдес 9-10-1     | Вильяфлорес, Мексика                         | TKO 6 (10), 2:02  | |
| 39-15-3   | 8 октября 2016   | Ваге Саруханян 13-1-1      | Москва, России                               | UD (10)           | 94-96, 92-98, 89-100. |
| 39-14-3   | 30 марта 2016    | Тэвайн Фармер 20-4-1       | Нью-Йорк, США                                | UD (10)           | 90-97, 90-97, 92-95. Бой за вакантный титул NABF во втором полулёгком весе.                                              |
| 39-13-3   | 1 августа 2015   | Эмильяно Марсили 31-0-1    | Лацио, Италия                                | UD (12)           | 111-115, 111-116, 110-117. Бой за вакантный титул WBC Silver в лёгком весе.                                              |
| 39-12-3   | 3 апреля 2015    | Пётр Петров 35-4-2         | Корона, Калифорния, США                      | UD (10)           | 90-97, 89-98, 90-97. Петров в нокдауне в 1 раунде, Диас в 7 раунде.                                                      |
| 39-11-3   | 13 сентября 2014 | Энтони Кролла 28-4-1       | Манчестер, Великобритания                    | TD 3 (12), 3:00   | Диас не смог продолжить после случайного столкновения и рассечения над правым глазом.                                    |
| 39-11-2   | 30 мая 2014      | Эдуардо Каналес 2-6-0      | Мехико, Мексика                              | UD (12)           | |
| 38-11-2   | 10 августа 2013  | Данте Джардон 23-3-0       | Мехико, Мексика                              | КО 8 (12), 0:52   | Проиграл бой за титул Чемпиона Континентальной Америки во втором полулёгком весе. Нокдаун в 4 и дважды в 8 раунде.       |
| 38-10-2   | 8 апреля 2013    | Такаси Миура (25-2-2)      | Рёгоку Кокугикан, Токио, Япония              | TKO 9 (12), 1:21  | Проиграл титул WBC во втором полулёгком весе. 71-77, 72-76, 71-76.                                                       |
| 38-9-2    | 27 октября 2012  | Такахиро Ао (23-3-1)       | Токийский международный форум, Токио, Япония | UD (12)           | Выиграл титул WBC во втором полулёгком весе (первый титул чемпиона мира в карьере Гамалиэля). 115-111, 114-112, 114-112. |
| 37-9-2    | 17 мая 2012      | Мойсес Дельгадилло 11-9-2  | Морелия, Мексика                             | UD (12)           | 119-110, 118-110, 116-112.                                                                                               |
| 36-9-2    | 25 февраля 2012  | Джон Карло Апарисио 19-3-0 | Мехико, Мексика                              | UD (10)           | 99-92, 98-92, 96-94. |
| 35-9-2    | 19 ноября 2011   | Адриэль Жузайно 18-9-2     | Мехико, Мексика                              | TKO 2 (12), 2:57  | |
| 34-9-2    | 30 июля 2011     | Авраам Гомес 14-2-1        | Мехико, Мексика                              | UD (10)           | Гомес потерял очки за удар головой в 9 раунде. 99-90, 98-91, 97-93.                                                      |
| 33-9-2    | 28 мая 2011      | Роберто Тамайо (11-7-1)    | Мехико, Мексика                              | TKO 3 (12), 0:38  | |
| 32-9-2    | 9 апреля 2011    | Сесар Сото (63-22-3)       | Техкоко, Мексика                             | UD (12)           | 119-108, 119-108, 119-108.                                                                                               |
| 31-9-2    | 11 марта 2011    | Рафаэль Уриас (22-19-2)    | Мехико, Мексика                              | TKO 3 (12)        | |
| 30-9-2    | 18 декабря 2010  | Рафаэль Фалькон (0-5-1)    | Селая, Мексика                               | TKO 2 (10), 0:55  | |
| 29-9-2    | 14 августа 2010  | Педро Наваррете (25-8-3)   | Мехико, Мексика                              | UD (12)           | |
| 28-9-2    | 10 июня 2010     | Исмаэль Гонселас (20-15-0) | Мехико, Мексика                              | TKO 10 (12), 2:53 | |
| 27-9-2    | 13 марта 2010    | Томас Маркес (0-1-0)       | Мехико, Мексика                              | TKO 2 (12), 1:20  | |
| 26-9-2    | 10 октября 2009  | Хорке Перес (10-5-1)       | Мехико, Мексика                              | UD (12)           | |
| 25-9-2    | 4 июля 2009      | Алирио Ривейро (21-6-1)    | Тихуана, Мексика                             | TKO 5 (12), 1:18  | Выиграл титул Чемпиона WBC Континентальной Америки.                                                                      |
| 24-9-2    | 2 апреля 2009    | Зонали Марали (19-2-0)     | Экурхулени, Южная Африка                     | PTS (12)          | 108-120, 109-119, 108-119. Проиграл бой за титул чемпиона IBO во втором полулёгком весе.                                 |
| 24-8-2    | 11 октября 2008  | Умберто Сото (43-7-2)      | Торреон, Мексика                             | PTD 11 (12), 0:10 | 88-99, 90-97, 90-97. Проиграл бой за титул чемпиона WBC во втором полулёгком весе.                                       |
| 24-7-2    | 6 сентября 2008  | Хуан Веласкес (4-8-2)      | Тихуана, Мексика                             | TKO 4 (10), 2:26  | |
| 23-7-2    | 16 июля 2008     | Хенаро Гарсия (7-7-0)      | Мексика                                      | KO 1              | |
| 22-7-2    | 15 декабря 2007  | Хорхе Линарес (24-0-0)     | Канкун, Мексика                              | KO 8 (10), 2:02   | Проиграл бой за титул чемпиона WBC в полулёгком весе.                                                                    |
| 22-6-2    | 13 июля 2007     | Элио Рохас (19-0-0)        | Гомес-Паласио, Мексика                       | SD (10)           | |
| 21-6-2    | 3 февраля 2007   | Рамон Мендес (1-10-0)      | Веракрус, Мексика                            | SD (10)           | |
| 20-6-2    | 23 июня 2006     | Роберт Герреро (17-1-1)    | Оракл-арена, Окленд, США                     | KO 6 (12), 2:33   | Проиграл бой за титул чемпиона NABF в полулёгком весе.                                                                   |
| 20-5-2    | 2 декабря 2005   | Роберт Герреро (17-1-1)    | Лимор, Калифорния, США                       | SD (12)           | |